# پنتاکس کی-آر
پنتاکس کی-آر (به انگلیسی: Pentax K-r) یک دوربین عکاسی ساخت شرکت پنتاکس است.